# Llista de panteons i tombes de sobirans a Espanya
Aquesta llista de llocs d'enterrament de sobirans indica on són les tombes de monarques, titulars i consorts, de territoris sobirans que es poden trobar en llocs d'Espanya, exceptuant-ne l'àmbit catalanoparlant, que es pot trobar a llista de panteons i tombes de sobirans als Països Catalans. S'hi inclouen reis, comtes sobirans i qualsevol altre monarca d'un territori independent o sobirà durant el temps de regnat d'aquestes persones, com també els seus consorts.
| Jurisdicció                                                                               | Municipi                   | Lloc                                                                             | Monarca | Títols | Notes | Sepulcre | Imatge exterior                                                     |  |
| ----------------------------------------------------------------------------------------- | -------------------------- | -------------------------------------------------------------------------------- | --- | --- | --- | --- | ------------------------------------------------------------------- |  |
| Andalusia                                                                                 |                            |                                                                                  | | | | |                                                                     |  |
| Província de Cadis                                                                        | Jerez de la Frontera       | Convento de San Francisco                                                        | Blanca de Borbó (1339-1361) | Esposa del rei Pere I de Castella | | Blanca de Borbó (1339-1361) | Convento de San Francisco                                           |  |
| Província de Còrdova                                                                      | Còrdova                    | Panteó dels Califes (Rawda al-Khalufa), a l'Alcàsser Reial                       | Emirs i califes de Còrdova | | Edifici i tombes desaparegudes; es pensa que era als jardins de l'alcàsser, a la zona on avui hi ha el Palau Episcopal o la rodalia | | Panteó dels Califes (Rawda al-Khalufa), a l'Alcàsser Reial          |  |
|                                                                                           |                            | San Hipólito                                                                     | Ferran IV de Castella l'Emplaçat | Rei de Castella i de Lleó (1285-1312) | | Ferran IV de Castella l'Emplaçat | San Hipólito                                                        |  |
|                                                                                           |                            |                                                                                  | Alfons XI de Castella el Justicier | Rei de Castella i de Lleó (1311-1350) | | Alfons XI de Castella el Justicier | Interior de l'església de San Hipólito                              |  |
| Província de Granada                                                                      | Granada                    | Alhambra. Rauda (Cementiri reial)                                                | Sultans i reis de Granada | | Se'n conserven runes; les tombes quedaren buides en 1492, quan Boabdil se n'emportà les restes al peu del castell de Mondújar (Lecrín). | Sultans i reis de Granada | Alhambra. Rauda (Cementiri reial)                                   |  |
|                                                                                           |                            | Capella reial de la Catedral de Granada                                          | Ferran el Catòlic i Isabel I de Castella | Rei d'Aragó i comte de Barcelona (1474-1516), rei consort de Castella i de Lleó (1474-1504); reina de Castella (1474-1504) | | Ferran el Catòlic i Isabel I de Castella | Capella reial de la Catedral de Granada                             |  |
|                                                                                           |                            |                                                                                  | Felip I de Castella el Bell, i Joana I de Castella la Boja | Reis de Castella (1504-1506) | | Felip I de Castella el Bell, i Joana I de Castella la Boja | Catedral de Granada                                                 |  |
|                                                                                           | Mondújar (Lecrín)          | Al peu del castell                                                               | | Sultans i reis de Granada | En 1492, Boabdil feu enterrar en un turó vora el castell, llavors Rauda Reial, les restes dels seus avantpassats, portades des del panteó reial de l'Alhambra. Consten que, com a mínim, hi eren: Muhàmmad II al-Faqih, Yússuf I, Abu-Nasr Sad, Yússuf III i Moraima, esposa de Muhàmmad XII | | Castell                                                             |  |
| Província de Huelva                                                                       | Calañas                    | Ermita de la Virgen de España                                                    | Roderic (710-711) | Rei visigot | Segons una tradició, hi morí i hi fou sepultat | | Ermita                                                              |  |
| Província de Sevilla                                                                      | Sevilla                    | Capella reial de la Catedral de Sevilla                                          | Ferran III de Castella el Sant | Rei de Castella (1217-1230) i de Lleó (1230-1252) | | Ferran III de Castella el Sant | Capella reial de la Catedral de Sevilla                             |  |
|                                                                                           |                            |                                                                                  | Beatriu de Suàbia | Reina consort, esposa de Ferran III de Castella i de Lleó | | Beatriu de Suàbia | Catedral de Sevilla                                                 |  |
|                                                                                           |                            |                                                                                  | Alfons X de Castella el Savi | Rei de Castella i de Lleó (1252-1284) | | Alfons X de Castella el Savi |                                                                     |  |
|                                                                                           |                            | Catedral de Sevilla. Cripta de la Capilla Real                                   | Pere I de Castella el Cruel, i la seva esposa Maria de Padilla, l'infant Joan de Castella fill bastard nascut de Pere I i Joana de Castro | Rei de Castella i de Lleó (1334-1369) | Només part del cos (potser el cap) del rei; també podria ésser a Santo Pedro de Soria (la resta, a Santo Domingo el Real de Madrid) | Cripta de la Capella Reial de Sevilla |                                                                     |  |
|                                                                                           |                            | Monestir de San Clemente el Real                                                 | Maria de Portugal i de Castella | Reina consort, primera esposa d'Alfons XI de Castella | En un sepulcre de pedra, sota un arc a la nau de l'Evangeli | Maria de Portugal i de Castella | Monestir de San Clemente el Real                                    |  |
| Aragó                                                                                     |                            |                                                                                  | | | | |                                                                     |  |
| Província d'Osca                                                                          | Casbas de Huesca           | Monestir                                                                         | Òria d'Entença Ramon VI de Pallars Jussà Valença de Pallars Jussà | Comtessa consort, segona esposa d'Arnau Mir de Pallars Jussà, comte sobirà del Pallars Jussà Comtes sobirans de Pallars Jussà | Tombes perdudes | | Monestir                                                            |  |
|                                                                                           | Osca                       | Monestir de Sant Pere el Vell. Capilla de San Bartolomé                          | Alfons el Batallador (1104-1134) Ramir II d'Aragó el Monjo (1134-1137) | Reis d'Aragó, comtes de Ribagorça i comtes de Sobrarb | Les restes d'Alfons es portaren des de l'Abadia de Montaragó | Panteó reial Sepulcre de Ramir II Arxivat 2016-02-03 a Wayback Machine. Sepulcre d'Alfons | Monestir de Sant Pere el Vell. Capilla de San Bartolomé             |  |
|                                                                                           | El Pueyo de Araguás        | Reial Monestir de Sant Victorià d'Assan                                          | Ènnec I de Pamplona (820-852) Gonçal I de Ribagorça, comte de Ribagorça i de Sobrarb (1035-1045) | Comtes de Sobrarb; Énnec, també rei de Pamplona. Probablement, no n'eren les restes autèntiques; desaparegueren en 1936 | Segons la tradició, panteó dels comtes sobirans de Sobrarb | Panteó a Sant Victorià | Reial Monestir de Sant Victorià d'Assan                             |  |
|                                                                                           | Santa Cruz d'as Serors     | Monestir de Sant Joan de la Penya, Panteón Real                                  | Garcia I de Pamplona (852-882) i Garcia II el Tremolós (994-1004) | Reis de Pamplona | Probablement, sebollits al monestir, tot i que no n'hi ha la certesa | Garcia II el Tremolós (994-1004) | Monestir de Sant Joan de la Penya, Panteón Real                     |  |
|                                                                                           |                            |                                                                                  | Ramir I d'Aragó (1035-1063) i la seva esposa Ermesinda de Coserans; Sanç I d'Aragó i Pamplona (1063-1094), i la seva esposa Elisabet d'Urgell, i Pere I el d'Osca (1094-1104) i la seva esposa Maria Rodríguez, filla del Cid | Reis d'Aragó, comtes de Sobrarb i Ribagorça; Sanç, també rei de Pamplona (Sanç V, 1076) | | Pere I el d'Osca (1094-1104) i la seva esposa Maria Rodríguez, filla del Cid | Sant Joan de la Penya                                               |  |
|                                                                                           | Villanueva de Sigena       | Santa Maria de Sixena                                                            | Pere el Catòlic | Comte de Barcelona (Pere I) i rei d'Aragó (Pere II), senyor consort de Montpeller (1196-1213) | | Pere el Catòlic | Santa Maria de Sixena                                               |  |
|                                                                                           |                            |                                                                                  | Sança de Castella i de Polònia | Reina consort, esposa d'Alfons el Cast, comte de Barcelona i rei d'Aragó | | Sança de Castella i de Polònia | Església del Monestir de Sixena                                     |  |
|                                                                                           | Franja Oriental d'Aragó    | vegeu a:                                                                         | Llista de panteons i tombes de sobirans als Països Catalans | | | |                                                                     |  |
| Província de Saragossa                                                                    | Casp                       | Col·legiata de Santa Maria la Major                                              | Johan Ferrández d'Heredia | Gran Mestre de l'Orde de l'Hospital (1377-1396) | Sepulcre destruït en 1936, durant la Guerra civil espanyola | Fotografia antiga del sepulcre | Col·legiata de Santa Maria la Major                                 |  |
|                                                                                           | Illueca                    | Castell-palau dels Luna                                                          | Benet XIII d'Avinyó | Papa d'Avinyó, antipapa | Se'n conserva el crani, només; robat en 2000, actualment és a Saragossa en mans del govern d'Aragó, mentre es decideix on dipositar-lo. A Illueca n'hi ha una rèplica. | Benet XIII d'Avinyó | Castell-palau dels Luna                                             |  |
|                                                                                           | Nuévalos                   | Monestir de Piedra                                                               | Pero Ferrández d'Açagra (1196-1246) Alvar Pérez d'Açagra (1246-1260) i la seva esposa Agnès de Navarra | Senyors independents d'Albarrasí | Restes i tomba desaparegudes | Pero Ferrández d'Açagra (1196-1246) Alvar Pérez d'Açagra (1246-1260) i la seva esposa Agnès de Navarra | Monestir de Piedra                                                  |  |
|                                                                                           | Saragossa                  | Convento de San Francisco                                                        | Teresa d'Entença | Comtessa sobirana d'Urgell, primera esposa d'Alfons III el Benigne | Convent i sepulcre desapareguts en 1809; el sepulcre era obra de Pere Moragues, del s. XIV | | Convento de San Francisco                                           |  |
|                                                                                           |                            | Convento de Santo Domingo                                                        | Lucrècia Làscaris de Ventimiglia | Comtessa consort, esposa del comte sobirà Arnau Roger I de Pallars Sobirà | Tomba desapareguda | | Convento de Santo Domingo                                           |  |
| Astúries                                                                                  |                            |                                                                                  | | | | |                                                                     |  |
|                                                                                           | Cangues d'Onís             | Santa Cruz                                                                       | Fàfila i la seva esposa Froiluba | Rei d'Astúries (737-739) | Restes desaparegudes | Fàfila i la seva esposa Froiluba | Santa Cruz                                                          |  |
|                                                                                           | Cangas del Narcea          | San Juan Bautista de Corias                                                      | Beremund I d'Astúries i la seva esposa Uzenda Nunilona | Rei d'Astúries (789-791) | Tombes i edifici antic desapareguts; n'hi ha ruïnes sota l'edifici actual | |                                                                     |  |
|                                                                                           | Covadonga (Cangues d'Onís) | Cova de Covadonga                                                                | Pelai I i la seva esposa Gaudiosa Alfons I d'Astúries "el Catòlic" i la seva esposa Ermessenda d'Astúries | Reis d'Astúries: 718-737 i 739-757 | | Pelai I i la seva esposa Gaudiosa Alfons I d'Astúries "el Catòlic" i la seva esposa Ermessenda d'Astúries | Cova de Covadonga                                                   |  |
|                                                                                           | Deva (Gijón)               | Monestir de San Salvador                                                         | Velasqueta Ramírez, esposa de Beremund II de Lleó | Reina consort de Lleó (m. 1036) | En lloc desconegut | | Església del monestir                                               |  |
|                                                                                           | Oviedo                     | Catedral del Salvador. Panteón de los Reyes (Capilla del Rey Casto)              | Fruela I d'Astúries (757-768) i la seva esposa Múnia d'Àlaba (en lloc desconegut) Beremund I d'Astúries "el Diaca" (789-791) Alfons II d'Astúries "el Cast" (791-842) Ramir I d'Astúries (842-850) i la seva segona esposa Paterna Ordoni I d'Astúries (850-866) i la seva esposa Nunya Alfons III d'Astúries "el Gran" (866-910) i la seva esposa Ximena de Pamplona Fruela II d'Astúries (910-924) i la seva esposa Nunilona Jiménez | Reis d'Astúries | Les restes d'Alfons III i de Ximena foren primer sebollides a la Catedral d'Astorga. | | Catedral del Salvador. Panteón de los Reyes (Capilla del Rey Casto) |  |
|                                                                                           |                            |                                                                                  | Garcia I de Lleó (910-914) Fruela II de Lleó (924-925) | Reis de Lleó | Alguns autors pensen que Fruela II fou sebollit a la Catedral de Lleó | Garcia I de Lleó (910-914) Fruela II de Lleó (924-925) |                                                                     |  |
|                                                                                           |                            |                                                                                  | Nunilo Jiménez, esposa de Fruela II d'Astúries Teresa Ansúrez, esposa de Sanç I de Lleó Elvira Menéndez, esposa d'Ordoni II de Lleó | Reines consort de Lleó | | |                                                                     |  |
|                                                                                           |                            | Monestir de San Pelayo                                                           | Silo I d'Astúries | Rei d'Astúries (774-783) | Darrera l'altar, segons alguns autors; segons altres, a San Juan de Santianes de Pravia | | Monasterio de San Pelayo                                            |  |
|                                                                                           | Pravia                     | San Juan de Santianes                                                            | Mauregat I d'Astúries Segons alguns autors, també hi són sebollits Silo I d'Astúries i la seva esposa Adosinda | Rei d'Astúries (783-789) | Altres autors diuen que Silo és a Oviedo, a San Pelayo | Mauregat I d'Astúries Segons alguns autors, també hi són sebollits Silo I d'Astúries i la seva esposa Adosinda | San Juan de Pravia                                                  |  |
|                                                                                           | Samartín del Rei Aurelio   | San Martín                                                                       | Aureli I d'Astúries | Rei d'Astúries | Tomba desapareguda, al lloc on hi ha l'església nova | | San Martín                                                          |  |
| Balears vegeu a: Llista de panteons i tombes de sobirans als Països Catalans              |                            |                                                                                  | | | | |                                                                     |  |
| Canàries                                                                                  |                            |                                                                                  | | | | |                                                                     |  |
| Gran Canària                                                                              | Gáldar                     | Necròpolis de La Guancha. Gran Túmulo Real                                       | Diversos (dotze?) guanartemes de Gáldar, sense identificar | Guanartemes (reis locals fins al s. XV) | | |                                                                     |  |
| Tenerife                                                                                  | San Cristóbal de La Laguna | Ermita de San Cristóbal                                                          | Tenesor Semidan (Fernando Guanarteme) | Guanarteme (rei) d'Agaldar (Gáldar) | | | Ermita de San Cristóbal                                             |  |
| Castella i Lleó                                                                           |                            |                                                                                  | | | | |                                                                     |  |
| Província de Burgos                                                                       | Burgos                     | Cartoixa de Miraflores                                                           | Joan II de Castella i la seva esposa Isabel de Portugal i de Bragança | Rei de Castella i de Lleó (1406-1454) | Sepulcre esculpit per Gil de Siloé | Joan II de Castella i la seva esposa Isabel de Portugal i de Bragança | Cartoixa de Miraflores                                              |  |
|                                                                                           |                            |                                                                                  | Alfons de Castella, conegut com a Alfons XII | Rei usurpador de Castella i de Lleó (1464-1468) | Sepulcre esculpit per Gil de Siloé | Alfons de Castella, conegut com a "Alfons XII" | Cartoixa de Miraflores                                              |  |
|                                                                                           |                            | Catedral de Burgos                                                               | Joan de Castella el de Tarifa o Joan I de Lleó | Rei no reconegut de Lleó, de Sevilla i de Galícia (1296-1300) | | Joan de Castella el de Tarifa o Joan I de Lleó | Catedral de Burgos                                                  |  |
|                                                                                           |                            | Monestir de Santa María de Las Huelgas                                           | Alfons VIII de Castella i la seva esposa Elionor d'Anglaterra | Reis de Castella i de Lleó (1158–1214) i (1214-1217) | | Alfons VIII de Castella i la seva esposa Elionor d'Anglaterra | Monestir de Santa María de Las Huelgas                              |  |
|                                                                                           |                            |                                                                                  | Enric I de Castella | Rei de Castella i de Lleó (1214-1217) | | Enric I de Castella | Monestir de Las Huelgas                                             |  |
|                                                                                           |                            |                                                                                  | Berenguera de Castella | Reina de Castella (1217), reina consort de Lleó (1197-1204), esposa d'Alfons IX de Lleó | | Berenguera de Castella | Monestir de Las Huelgas                                             |  |
|                                                                                           |                            |                                                                                  | Elionor de Castella i d'Anglaterra | Reina consort (1221-1229), primera esposa de Jaume I d'Aragó | | |                                                                     |  |
|                                                                                           |                            |                                                                                  | Elionor de Castella i Portugal | Reina consort d'Aragó (1328-1336), segona esposa d'Alfons el Benigne | No se sap del cert si les restes de la reina són aquí, a Castrojeriz o a la Seu de Lleida. | |                                                                     |  |
|                                                                                           |                            |                                                                                  | Margarida de Savoia | Duquessa consort, esposa de Francesc IV Gonzaga, duc sobirà de Màntua | A la nau central | Sepulcre |                                                                     |  |
|                                                                                           |                            | San Esteban - Museo del Retablo                                                  | Urraca López de Haro | Reina consort, tercera esposa de Ferran II de Lleó | El sepulcre, procedent de Santa Maria de Vileña (Villarcayo), s'hi traslladà en 1970 | Urraca López de Haro | San Esteban - Museo del Retablo                                     |  |
|                                                                                           |                            | San Pablo (Dominics)                                                             | Joan I Nunyez de Lara (1260-1284) | Senyor independent d'Albarrasí | Convent desaparegut, com les restes i la tomba | |                                                                     |  |
|                                                                                           | Castrillo del Val          | Monestir de San Pedro de Cardeña                                                 | Garcia I de Castella | Comte sobirà de Castella (970-995) | En lloc desconegut | | Monestir de San Pedro de Cardeña                                    |  |
|                                                                                           |                            |                                                                                  | Maria Díaz de Vivar | Comtessa consort, esposa de Ramon Berenguer III de Barcelona | | Monestir de San Pedro de Cardeña |                                                                     |  |
|                                                                                           | Castrojeriz                | Col·legiata de Nuestra Señora del Manzano                                        | Elionor de Castella i Portugal | Reina consort d'Aragó (1328-1336), segona esposa d'Alfons el Benigne | Tomba descoberta en 1970: hi podria haver estat sebollida temporalment; no se sap del cert si les restes de la reina són aquí, a Las Huelgas de Burgos o a la Seu de Lleida. | Elionor de Castella i Portugal | Col·legiata de Nuestra Señora del Manzano                           |  |
|                                                                                           | Covarrubias                | Colegiata de San Cosme y San Damián                                              | Ferran González i la seva esposa Sança de Pamplona, vídua d'Ordoni II de Lleó Urraca Fernández, reina consort, esposa dels reis Ordoni III de Lleó, Ordoni IV de Lleó i Sanç Garcés II de Pamplona | Comte sobirà de Castella (931-970) | Restes dels comtes traslladats des del monestir de San Pedro de Arlanza en 1841 | Urraca Fernández, reina consort, esposa dels reis Ordoni III de Lleó, Ordoni IV de Lleó i Sanç LGarcés II de Pamplona. · Colegiata de San Cosme y San Damián |                                                                     |  |
|                                                                                           | Miranda de Ebro            | San Juan. Capilla del Chantre                                                    | Entranyes de Margarida de Savoia | Duquessa consort, esposa de Francesc IV Gonzaga, duc sobirà de Màntua | El cos és a Las Huelgas (Burgos) | | San Juan. Capilla del Chantre                                       |  |
|                                                                                           | Oña                        | San Salvador de Oña                                                              | Sanç I Garcia de Castella "el dels Bons Furs" († 1017), comte de Castella, i la seva esposa Urraca Salvadórez Garcia II de Castella (1009-1028) | Comtes de Castella | | Panteó Arxivat 2021-08-30 a Wayback Machine. | San Salvador de Oña                                                 |  |
|                                                                                           |                            |                                                                                  | Sanç II de Castella | | | Sarcòfags |                                                                     |  |
|                                                                                           |                            |                                                                                  | Sanç Garcés III de Pamplona el Major, i la seva esposa Múnia I de Castella | Rei de Navarra i comte d'Aragó (1004-1035), comte de Sobrarb i Ribagorça (1018-1035) i Comte de Castella (1029-1035); Múnia: comtessa de Ribagorça (1017-1032), comtessa de Castella (1029-1032) i comtessa consort de Navarra (1029-1035). | Es discuteix si hi és realment sebollit o si és al Panteó de San Isidoro de Lleó | Sarcòfags | Monestir d'Oña                                                      |  |
|                                                                                           | Villarcayo                 | Santa María la Real de Vileña                                                    | Urraca López de Haro | Reina consort, tercera esposa de Ferran II de Lleó | El sepulcre es troba, des de 1970, al Museo del Retablo de Burgos | | Santa María la Real de Vileña                                       |  |
| Província de Lleó                                                                         | Lleó                       | Basílica de San Isidoro. Panteón de los Reyes                                    | | | Panteó dinàstic dels reis de Lleó i alguns de Castella i Lleó | Panteó dels Reis | Basílica de San Isidoro. Panteón de los Reyes                       |  |
|                                                                                           |                            |                                                                                  | Ramir II de Lleó (930-950), Ordoni III de Lleó (950-955), Ordoni IV de Lleó (924-960), Sanç I de Lleó (955-967), Beremund II de Lleó (985–999), i la seva esposa Elvira García († 1027), Alfons V de Lleó (999- 1027) i la seva esposa Elvira Menéndez de Melanda, Beremund III de Lleó (1027-1037) i les seves esposes Elvira Menéndez († 1022) i Jimena Sánchez (1012-1063)                                                          | Reis de Lleó; Alfons Froilaz, rei titular i rei de Galícia | Ramir II, Ordoni III i Sanç I hi foren portats des de San Salvador de Lleó; Alfons Froilaz i Alfons IV, des de San Julián y Santa Basilisa de Ruiforco; Beremund II, des de Santa María de Carracedo; de Beremund III també es creu que fou sebollit a Nájera (Rioja).                       | Tombes del panteó |                                                                     |  |
|                                                                                           |                            |                                                                                  | Sanç Garcés III de Pamplona el Major (990-1035) i la seva esposa Múnia | Rei de Navarra i comte d'Aragó (1004-1035), comte de Sobrarb i Ribagorça (1018-1035) i Comte de Castella (1029-1035); Múnia: comtessa de Ribagorça (1017-1032), comtessa de Castella (1029-1032) i comtessa consort de Navarra (1029-1035). | Es discuteix si hi és realment sebollit o si és al panteó de San Salvador d'Oña (Burgos) | Sanç Garcés III de Pamplona el Major (990-1035) i la seva esposa Múnia |                                                                     |  |
|                                                                                           |                            |                                                                                  | Ferran I de Castella el Gran (1037-1065), i la seva esposa Sança I de Lleó (1037-1065) Urraca I de Lleó (1109-1126) | Reis de Lleó i de Castella | | Tomba de la reina Sança Arxivat 2016-05-17 a Wayback Machine. |                                                                     |  |
|                                                                                           |                            |                                                                                  | Garcia de Galícia (1042-1090) | Rei de Galícia | | |                                                                     |  |
|                                                                                           |                            |                                                                                  | Zaida, consort d'Alfons VI de Lleó; i Teresa Fernández de Traba († 1180), esposa de Ferran II de Lleó | Reines consorts | | |                                                                     |  |
|                                                                                           |                            | Basílica de San Isidoro. Capella de San Martín (nau de l'Evangeli de l'església) | Alfons Froilaz el Geperut, (925-926) Alfons IV de Lleó (925-930) i la seva esposa Ònnega de Pamplona, Ramir III de Lleó (966-984), i la seva esposa Sança Gómez († 983) (en lloc desconegut) | Reis de Lleó | | Alfons Froilaz el Geperut, (925-926) Alfons IV de Lleó (925-930) i la seva esposa Ònnega de Pamplona, Ramir III de Lleó (966-984), i la seva esposa Sança Gómez († 983) (en lloc desconegut) |                                                                     |  |
|                                                                                           |                            | Catedral de Lleó                                                                 | Ordoni II de Lleó (914-924) Fruela II de Lleó (924-925) (en lloc desconegut) | Reis de Lleó | No se sap del cert si Fruela fou traslladat a la catedral d'Oviedo | Ordoni II de Lleó (914-924) Fruela II de Lleó (924-925) (en lloc desconegut) | Catedral de Lleó                                                    |  |
|                                                                                           | Sahagún                    | Monestir de Santa Cruz                                                           | Alfons VI de Castella i les seves esposes: Agnès d'Aquitània, Constança de Borgonya i Berta de Toscana | Rei de Castella i de Lleó (1065-1109) | Els sepulcres originals, a San Benito de Sahagún, foren destruïts en 1810; les restes foren portades al lloc on són avui | Sepulcre Arxivat 2016-10-22 a Wayback Machine. | Monestir de Santa Cruz                                              |  |
|                                                                                           |                            |                                                                                  | Elvira de Lleó | Comtessa consort de Tolosa, esposa de Ramon IV de Tolosa | Els sepulcres originals, a San Benito de Sahagún, foren destruïts en 1810; les restes foren portades al lloc on són avui | |                                                                     |  |
|                                                                                           |                            | Monestir de San Benito                                                           | Constança de Portugal i d'Aragó | Reina consort, esposa de Ferran IV de Castella | Restes desaparegudes, juntament amb el monestir | |                                                                     |  |
| Província de Palència                                                                     | Palència                   | Catedral. Capilla del Sagrario                                                   | Urraca de Castella i de Lleó, l'Asturiana | Reina consort, esposa del rei Garcia Ramires de Pamplona | | Sepulcre | Catedral. Capilla del Sagrario                                      |  |
|                                                                                           | Valbuena de Duero          | Monestir de Santa Maria de Valbuena (Cistercencs)                                | Ermengol VI, el de Castella | Comte sobirà d'Urgell (1102-1154) | | Capella dels Ermengol | Monestir de Santa Maria de Valbuena (Cistercencs)                   |  |
| Província de Segòvia                                                                      | La Granja de San Ildefonso | Colegiata de La Granja                                                           | Felip V d'Espanya i la seva esposa Isabel de Farnesi | Rei d'Espanya (1700-1746), rei de Nàpols (1700-1707), rei de Sicília (1700-1713) i duc de Milà (1700-1706) | | Felip V d'Espanya i la seva esposa Isabel de Farnesi | Colegiata de La Granja                                              |  |
|                                                                                           | Nieva                      | Santa María                                                                      | Blanca II de Navarra | Reina titular de Navarra (1461-1464) | | Blanca II de Navarra | Santa María                                                         |  |
| Província de Sòria                                                                        | Sòria                      | San Francisco                                                                    | Jaume IV de Mallorca | Rei de Mallorca, comte del Rosselló i la Cerdanya (1295-1311) | Sepulcre i restes desaparegudes | |                                                                     |  |
|                                                                                           |                            | San Pedro                                                                        | Cap de Pere I de Castella | Rei de Castella i de Lleó | No és segur: també pot estar sebollit a la Catedral de Sevilla; la resta del cos era a Santo Domingo el Real (Madrid) | | San Pedro                                                           |  |
| Província de Valladolid                                                                   | Medina del Campo           | Convento de Santa María la Real                                                  | Elionor d'Alburquerque | Reina consort d'Aragó (1412-1416), esposa de Ferran I d'Aragó | Sota una làpida, al terra de l'església | | Convento de Santa María la Real                                     |  |
|                                                                                           | San Román de Hornija       | Església de San Román                                                            | Khindasvint i la seva esposa Reciberga | Rei visigot (641-653) | Enterrat primer en un monestir desaparegut, al mateix poble | Sepulcre | Església de San Román                                               |  |
|                                                                                           | Tordesillas                | Convento de la Merced (desaparegut)                                              | Elionor Telles de Menezes | Reina consort, esposa de Ferran I de Portugal | | |                                                                     |  |
|                                                                                           | Valladolid                 | Monasterio de las Huelgas Reales                                                 | María de Molina | Reina consort (1284-1295), esposa de Sanç IV de Castella | | María de Molina | Monasterio de las Huelgas Reales                                    |  |
|                                                                                           |                            | Monasterio de la Merced                                                          | Elionor Telles de Menezes | Reina consort (1371-1383), esposa de Ferran I de Portugal | Edifici i tomba desapareguts | |                                                                     |  |
|                                                                                           | Wamba                      | Santa María                                                                      | Urraca de Portugal | Reina consort, esposa de Ferran II de Lleó | | Urraca de Portugal | Santa María                                                         |  |
| Província de Zamora                                                                       | Toro                       | Convento de Sancti Spiritus                                                      | Beatriu de Portugal | Reina titular de Portugal (1383-1385) i reina consort, segona esposa de Joan I de Castella | | Beatriu de Portugal | Convento de Sancti Spiritus                                         |  |
|                                                                                           | Zamora                     | Santa María Magdalena                                                            | Urraca de Portugal | Reina consort, primera esposa de Ferran II de Lleó | No se sap del cert, però podria tractar-se del segon sepulcre d'aquesta reina | Urraca de Portugal | Santa María Magdalena                                               |  |
| Castella-la Manxa                                                                         |                            |                                                                                  | | | | |                                                                     |  |
| Província de Conca                                                                        | Tarancón                   | Santuari de Nuestra Señora de Riánsares                                          | Agustín Fernando Muñoz y Sánchez | Marit morganàtic de Maria Cristina de Borbó-Dues Sicílies, reina consort d'Espanya fins al 1833 | | Agustín Fernando Muñoz y Sánchez | Santuari de Nuestra Señora de Riánsares                             |  |
| Província de Toledo                                                                       | Toledo                     | Catedral de Toledo                                                               | Sança II de Lleó | Reina de iure de Lleó (1230) | | Sança II de Lleó | Catedral de Toledo                                                  |  |
|                                                                                           |                            |                                                                                  | Sanç II de Portugal | Rei de Portugal (1223-1248) | No se'n sap el lloc d'enterrament | |                                                                     |  |
|                                                                                           |                            | Catedral de Toledo. Capilla Mayor                                                | Alfons VII de Castella (1126-1157) Sanç III de Castella (1157-1158) Sanç IV de Castella (1284-1295) | Rei de Castella i de Lleó | | Alfons VII de Castella (1126-1157) Sanç III de Castella (1157-1158) Sanç IV de Castella (1284-1295) | Catedral de Toledo. Capilla Mayor                                   |  |
|                                                                                           |                            | Catedral de Toledo. Capilla de Reyes Nuevos                                      | Panteó dels reis de la dinastia Trastàmara | | | Panteó dels reis de la dinastia Trastàmara |                                                                     |  |
|                                                                                           |                            |                                                                                  | Enric II de Castella i la seva esposa Joana Manuel | Rei de Castella i de Lleó (1369-1379) | | Enric II de Castella i la seva esposa Joana Manuel | Reina Joana Manuel                                                  |  |
|                                                                                           |                            |                                                                                  | Joan I de Castella i la seva esposa Elionor d'Aragó i de Sicília | Rei de Castella i de Lleó (1379-1390) | | Joan I de Castella i la seva esposa Elionor d'Aragó i de Sicília | Elionor d'Aragó i de Sicília                                        |  |
|                                                                                           |                            |                                                                                  | Enric III de Castella i la seva esposa Caterina de Lancaster | Rei de Castella i de Lleó (1390-1406) | | Enric III de Castella i la seva esposa Caterina de Lancaster |                                                                     |  |
|                                                                                           |                            |                                                                                  | Cenotafi de Joan II de Castella | Rei de Castella i de Lleó (1390-1406) | El sepulcre i les restes són a la Cartoixa de Miraflores (Burgos) | Cenotafi de Joan II de Castella |                                                                     |  |
|                                                                                           |                            | Catedral de Toledo. Sacristía                                                    | Recesvint (653-672) Wamba (672-680) | Reis visigots | En una arqueta des de 1845, procedents de l'antiga església de Santa Leocadia de Toledo | Recesvint (653-672) Wamba (672-680) |                                                                     |  |
|                                                                                           |                            | Santa Isabel la Real                                                             | Isabel d'Aragó i de Castella | Reina consort (1497-1498), esposa de Manuel I de Portugal | | | Santa Isabel la Real                                                |  |
| Catalunya vegeu a: Llista de panteons i tombes de sobirans als Països Catalans            |                            |                                                                                  | | | | |                                                                     |  |
| Comunitat Valenciana vegeu a: Llista de panteons i tombes de sobirans als Països Catalans |                            |                                                                                  | | | | |                                                                     |  |
| Extremadura                                                                               |                            |                                                                                  | | | | |                                                                     |  |
| Província de Càceres                                                                      | Guadalupe                  | Santa Maria de Guadalupe                                                         | Enric IV de Castella | Rei de Castella i de Lleó (1454-1474), comte de Barcelona (Enric I) | | Enric IV de Castella | Santa Maria de Guadalupe                                            |  |
|                                                                                           |                            |                                                                                  | Maria d'Aragó i d'Alburquerque | Reina consort, esposa de Joan II de Castella, rei de Castella i de Lleó | | Maria d'Aragó i d'Alburquerque | Jardí del Santuari de Guadalupe                                     |  |
| Galícia                                                                                   |                            |                                                                                  | | | | |                                                                     |  |
| Província de la Corunya                                                                   | Santiago de Compostel·la   | Catedral de Sant Jaume de Compostel·la. Capilla de las Reliquias                 | Ramon de Borgonya | Comte de Galícia (1095-1107), rei consort de Lleó, espòs d'Urraca I de Lleó | | Ramon de Borgonya | Catedral de Sant Jaume de Compostel·la. Capilla de las Reliquias    |  |
|                                                                                           |                            |                                                                                  | Ferran II de Lleó | Rei de Castella i de Lleó (1157-1188) | | Ferran II de Lleó | Catedral de Sant Jaume de Compostel·la                              |  |
|                                                                                           |                            |                                                                                  | Alfons IX de Castella | Rei de Castella i de Lleó (1188-1230) | | Alfons IX de Castella | Interior de la Catedral de Sant Jaume                               |  |
|                                                                                           |                            |                                                                                  | Berenguera de Barcelona | Reina consort, primera esposa d'Alfons VII de Castella l'Emperador | | Berenguera de Barcelona |                                                                     |  |
|                                                                                           |                            |                                                                                  | Juana de Castro | Reina consort, segona esposa de Pere I de Castella el Cruel | | Juana de Castro | Catedral de Sant Jaume                                              |  |
| Província d'Ourense                                                                       | Allariz                    | Monestir de Santa Clara                                                          | Violant d'Aragó i d'Hongria | Reina consort, esposa d'Alfons X de Castella | No se'n conserva la sepultura; segons una tradició poc sòlida, hi fou sebollida | | Monestir de Santa Clara                                             |  |
|                                                                                           | Castrelo de Miño           | Santa María                                                                      | Sanç Ordoni | Rei titular de Lleó (925) i rei de Galícia (926-929). | | | Santa María                                                         |  |
| Madrid                                                                                    |                            |                                                                                  | | | | |                                                                     |  |
|                                                                                           | Madrid                     | Catedral de N. S. de la Almudena. Cripta                                         | Maria de la Mercè d'Orleans, primera esposa d'Alfons XII d'Espanya | Reina consort d'Espanya | | Maria de la Mercè d'Orleans, primera esposa d'Alfons XII d'Espanya | Catedral de N. S. de la Almudena. Cripta                            |  |
|                                                                                           |                            | Cementerio de la Sacramental de San Justo                                        | Anita Delgado Briones, Prem Kaur Sahiba | Maharani consort (1908-1947), esposa de Jagatjit Singh, raja (1877-1911) i maharaja (1911-1947) de Kapurthala | | Tomba |                                                                     |  |
|                                                                                           |                            | Descalzas Reales                                                                 | Maria d'Espanya | Emperadriu consort (1548-1576), esposa de Maximilià II del Sacre Imperi Romanogermànic | Al cor | Sepulcre | Descalzas Reales                                                    |  |
|                                                                                           |                            |                                                                                  | Alfons de Borbó i Dampierre, Alfons II de França | Rei titular de França per a la branca legitimista | A una capella de l'Evangeli | Sepulcre |                                                                     |  |
|                                                                                           |                            | Salesas Reales                                                                   | Ferran VI d'Espanya i la seva esposa Bàrbara de Bragança | Rei d'Espanya (1406-1454) | | Ferran VI d'Espanya i la seva esposa Bàrbara de Bragança | Salesas Reales                                                      |  |
|                                                                                           |                            | Santo Domingo el Real (desaparegut)                                              | Pere I de Castella | Rei de Castella i de Lleó | Restes desaparegudes; estàtua orant al Museo Arqueológico Nacional (Madrid) | Pere I de Castella |                                                                     |  |
|                                                                                           |                            | San Francisco (desaparegut)                                                      | Joana de Portugal | Reina consort, segona esposa d'Enric IV de Castella | Sepulcre i restes desaparegudes | |                                                                     |  |
|                                                                                           | San Lorenzo del Escorial   | Monestir de l'Escorial                                                           | | | Panteó dels reis d'Espanya | Panteó de l'Escorial | Monestir de l'Escorial                                              |  |
|                                                                                           |                            | Monestir de l'Escorial. Panteón Real                                             | Carles I d'Espanya (1519-1556) i la seva esposa Isabel de Portugal Felip II (1556-1598) i la seva esposa Felip III (1598-1621) i la seva esposa Margarida d'Àustria Felip IV (1621-1665) i la seva esposa Elisabet de França Carles II (1665-1700) Lluís I Carles III i la seva esposa Maria Amàlia de Saxònia Carles IV i la seva esposa Maria Lluïsa de Parma                                                                        | Reis d'Espanya; Carles I també emperador del Sacre Imperi (Carles V); Felip II, III i IV reis de Portugal (Felip I, II i III, respectivament)                                                                                               | Panteó dels reis d'Espanya i de les reines mares de rei | Felip II (1556-1598) i la seva esposa Felip III (1598-1621) i la seva esposa Margarida d'Àustria Felip IV (1621-1665) i la seva esposa Carles II (1665-1700) Lluís I Carles III i la seva esposa Maria Amàlia de Saxònia Carles IV i la seva esposa Maria Lluïsa de Parma                                                      | Monestir de l'Escorial. Panteón Real                                |  |
|                                                                                           |                            |                                                                                  | Ferran VII i la seva esposa Maria Cristina de Borbó Elisabet II i el seu espòs Francesc d'Assís de Borbó Alfons XII i la seva esposa Maria Cristina d'Habsburg Alfons XIII i la seva esposa Victòria Eugènia de Battenberg | Reis d'Espanya | | Ferran VII i la seva esposa Elisabet II i el seu espòs Alfons XII i la seva esposa Maria Cristina d'Habsburg Alfons XIII i la seva esposa Victòria Eugènia de Battenberg | Alfons XII i Alfons XIII                                            |  |
|                                                                                           |                            | Monestir de l'Escorial. Panteón de Infantes                                      | Maria de Portugal i d'Habsburg, primera esposa de Felip II Isabel de Valois, tercera esposa de Felip II Maria Lluïsa d'Orleans, primera esposa de Carles II Marianna del Palatinat-Neuburg, segona esposa de Carles II Maria Antònia de Borbó-Dues Sicílies, primera esposa de Ferran VII Maria Isabel de Portugal, segona esposa de Ferran VII Maria Josepa de Saxònia, tercera esposa de Ferran VII                                  | Reines consort d'Espanya | Panteó de les reines que no foren mares de reis i dels infants d'Espanya | Felip II Carles II Ferran VII Maria Isabel de Portugal, segona esposa de Ferran VII Maria Josepa de Saxònia, tercera esposa de Ferran VII | Monestir de l'Escorial. Panteón de Infantes                         |  |
|                                                                                           |                            | Monestir de l'Escorial. Panteón de Infantes                                      | Maria d'Àustria, esposa de Lluís II d'Hongria i de Bohèmia (1521 –1526) Elionor d'Habsburg, esposa de Manuel I de Portugal (1518-1521) i de Francesc I de França (1530-1547) Maria Lluïsa de Borbó, esposa de Lluís I d'Etrúria i duquessa sobirana de Lucca | Reines consort | | Maria Lluïsa de Borbó, esposa de Lluís I d'Etrúria i duquessa sobirana de Lucca |                                                                     |  |
|                                                                                           |                            | Monestir de l'Escorial. Panteón de Infantes                                      | Jaume de Borbó i Battenberg, Enric VI de França i de Navarra | Rei titular de França per als legitimistes francesos | | |                                                                     |  |
|                                                                                           |                            | Església                                                                         | Malcolm III d'Escòcia i Margarida d'Anglaterra | Rei d'Escòcia (1058-1093) | Relíquies portades de l'Abadia de Dumferline durant la Reforma protestant per protegir-les de la destrucció | |                                                                     |  |
| Múrcia                                                                                    |                            |                                                                                  | | | | |                                                                     |  |
| Província de Múrcia                                                                       | Múrcia                     | Catedral de Múrcia. Capilla Mayor                                                | Entranyes d'Alfons X de Castella el Savi | Rei de Castella i de Lleó (1252-1284) | | Entranyes d'Alfons X de Castella el Savi | Catedral de Múrcia. Capilla Mayor                                   |  |
|                                                                                           |                            | Castillo de la Asomada (Morrón del Puerto de la Cadena)                          | | Emirs de la segona i tercera taifes de Múrcia (1147-1172 i 1228-1266) | Panteó dels emirs; les restes no s'hi han trobat: probablement foren portades a l'exili per l'últim emir | |                                                                     |  |
| Navarra                                                                                   |                            |                                                                                  | | | | |                                                                     |  |
|                                                                                           | Esa                        | Monestir de Leire, panteó reial                                                  | Ènnec I de Pamplona Arista (800-852) i la seva esposa Ximena; Ximè Iñiguez i el seu fill Ènnec Ximenis (mort 842), reis segons tradicions dubtoses; Garcia I de Pamplona Iñíguez (870); Fortuny Garcés (882-905); Sanç Garcés I de Pamplona (925); i restes de diferents prínceps i sis reines, probablement esposes dels reis | Reis de Pamplona | Restes reunides en una arqueta en 1863, recollint-ne les dispersades en la profanació de les tombes reials en 1836. | Ènnec I de Pamplona Arista (800-852) i la seva esposa Ximena; Ximè Iñiguez i el seu fill Ènnec Ximenis (mort 842), reis segons tradicions dubtoses; Garcia I de Pamplona Iñíguez (870); Fortuny Garcés (882-905); Sanç Garcés I de Pamplona (925); i restes de diferents prínceps i sis reines, probablement esposes dels reis | Monestir de Leire, panteó reial                                     |  |
|                                                                                           |                            |                                                                                  | Garcia Sanxes I de Pamplona (925-970), Sanç Garcés II de Pamplona Abarca (970-994) | Reis de Pamplona i comtes d'Aragó | Restes reunides en una arqueta en 1863, recollint-ne les dispersades en la profanació de les tombes reials en 1836. | Garcia Sanxes I de Pamplona (925-970), Sanç Garcés II de Pamplona Abarca (970-994) | Interior de l'església del monestir de Leire                        |  |
|                                                                                           | Pamplona                   | Catedral de Santa María la Real de Pamplona                                      | Carles III de Navarra el Noble, i la seva esposa Elionor de Castella i de Manuel | Rei de Navarra (1387-1425) | Sepulcre esculpit per Janin Lomme de Tournai (1419) | Catedral de Santa María la Real de Pamplona | Interior de la catedral de Pamplona                                 |  |
|                                                                                           |                            | Catedral de Santa María la Real de Pamplona. Cripta Reial                        | Garcia Ramires de Pamplona el Restaurador (1134-1150), Sanç VI de Navarra el Savi (†1194), i la seva esposa Sança de Castella i de Barcelona Teobald I de Navarra el Trobador (1234-1253), Enric I de Navarra el Gras (1270-1274), Felip III de Navarra el Noble (†1343), Carles II de Navarra el Dolent (†1387), Magdalena de França (†1495), reina regent, mare de la reina Caterina de Foix                                         | Reis de Navarra | | Panteó dels reis | Catedral de Santa María la Real de Pamplona. Cripta Real            |  |
|                                                                                           | Roncesvalls                | Santa María de Roncesvalles                                                      | Sanç VII de Navarra el Fort (1194-1234) Entranyes de Carles II de Navarra el Dolent | Reis de Navarra | | Sanç VII de Navarra el Fort (1194-1234) Entranyes de Carles II de Navarra el Dolent | Santa María de Roncesvalles                                         |  |
|                                                                                           |                            |                                                                                  | Violant d'Aragó i d'Hongria | Reina consort, esposa d'Alfons X de Castella | No se'n conserva la sepultura | |                                                                     |  |
|                                                                                           | Tafalla                    | Convento de San Francisco (destruït en 1812)                                     | Elionor I de Navarra | Reina titular de Navarra (1464-1479) i reina de Navarra (1479) | | |                                                                     |  |
|                                                                                           | Ujué                       | Santa María                                                                      | Cor de Carles II de Navarra el Dolent | Rei de Navarra (1349-1387) | | Urna del cor de Carles II | Santa María                                                         |  |
|                                                                                           | Villamayor de Monjardín    | Castell de San Esteban de Deyo, o de Monjardín                                   | Sanç Garcés I de Pamplona (905-925) Garcia Sanxes I de Pamplona (925-970) | Reis de Navarra | | | Castell de San Esteban de Deyo, o de Monjardín                      |  |
| La Rioja                                                                                  |                            |                                                                                  | | | | |                                                                     |  |
|                                                                                           | Nájera                     | Monestir de Santa María la Real. Panteó Reial                                    | Sanç Garcés II de Pamplona "Abarca", i la seva esposa Urraca Fernández | Rei de Navarra i comte d'Aragó (970-994) | | Sanç Garcés II de Pamplona "Abarca", i la seva esposa Urraca Fernández | Monestir de Santa María la Real. Panteó Reial                       |  |
|                                                                                           |                            |                                                                                  | Garcia Sanxes III de Pamplona "el de Nájera" (1035-1054) i la seva esposa Estefania de Foix Sanç Garcés IV de Pamplona "el de Peñalén" (1054-1076) i la seva esposa Placència de Normandia Sanç VI de Navarra "el Savi" (1150-1194) i la seva esposa Sança de Castella i de Barcelona | Reis de Navarra | | Garcia Sanxes III de Pamplona "el de Nájera" (1035-1054) i la seva esposa Estefania de Foix Sanç Garcés IV de Pamplona "el de Peñalén" (1054-1076) i la seva esposa Placència de Normandia Sanç VI de Navarra "el Savi" (1150-1194) i la seva esposa Sança de Castella i de Barcelona                                          | Monestir de Santa Maria la Reial                                    |  |
|                                                                                           |                            |                                                                                  | Beremund III de Lleó | Rei de Lleó (1028-1037) | Potser sebollit a San Isidoro de Lleó | Beremund III de Lleó | Interior de Santa Maria la Reial                                    |  |
|                                                                                           |                            | Santa María la Real. Panteón de Infantes                                         | Blanca Garcés de Navarra | Reina consort, esposa de Sanç III de Castella (1157-1158) | | Blanca Garcés de Navarra | Santa María la Real. Panteón de Infantes                            |  |
|                                                                                           |                            | Santa María la Real. Capilla de la Vera Cruz                                     | Mencía López de Haro | Reina consort, esposa de Sanç II de Portugal (1223-1247) | | Mencía López de Haro |                                                                     |  |
|                                                                                           | San Millán de la Cogolla   | Monestir de San Millán de Suso                                                   | Toda de Navarra, esposa del rei Sanç Garcés I de Pamplona Jimena Fernández (994-1004), esposa de Garcia Sanxes II de Pamplona Elvira | Reines consorts de Navarra | | Toda de Navarra, esposa del rei Sanç Garcés I de Pamplona Jimena Fernández (994-1004), esposa de Garcia Sanxes II de Pamplona Elvira | Monestir de San Millán de Suso                                      |  |